# Вестерхоф, Марике
Марике Алейда Вестерхоф (нидерл. Marieke Aleida Westerhof; род. 14 августа 1974 года) — голландская спортсменка, гребчиха, призёр кубка и чемпионата мира по академической гребле, а также Олимпийских игр 2000 года.

## Биография
Марике Вестерхоф родилась 14 августа 1974 года в нидерландском городе Динкелланде (провинция Оверэйссел). Тренировалась в клубе «A.U.S.R. Orca» (Утрехт). Профессиональную карьеру гребца начала в 1994 году.
Дебют и первую медаль на профессиональном соревновании на международной арене, в которых Вестерхоф приняла участие, был чемпионат мира по академической гребле 1995 года в финском Тампере. В заплыве восьмёрок с рулевой её команда заняла 3-е место. С результатом 06:54.250 они уступили первенство командам Румынии (06:52.760 — 2-е место) и США (06:50.730 — 1-е место).
Во время III этапа кубка мира по академической гребле 1999 года (1999 WORLD ROWING CUP III) в швейцарском Люцерне Вестерхоф выступила в составе голландской восьмёрки с рулевой. Её команда с результатом 06:04.200 финишировала второй, уступив золото заплыва соперницам из Румынии (06:01.900).
На Летние Олимпийские игры 2000 года в Сиднее Вестерхоф отправилась в составе голландкой восьмёрки с рулевой. Во время финального заплыва её команда финишировала второй и выиграла серебряный комплект наград. С результатом 06:09.390 голландские гребчихи уступили первенство соперницам из Румынии (06:06.440 — 1-е место), обогнав канадскую команду (06:11.580 — 3-е место).